# ميخائيل ألين (لاعب غولف)
ميخائيل ألين (بالإنجليزية: Michael Allen)‏ هو لاعب غولف أمريكي، ولد في 31 يناير 1959 في سان ماتيو في الولايات المتحدة.

## وصلات خارجية
- الموقع الرسمي
- ميخائيل ألين على موقع رابطة لاعبي الغولف المحترفين (الإنجليزية)
- ميخائيل ألين على موقع رابطة أوروبا للاعبي الغولف المحترفين (الإنجليزية)
- ميخائيل ألين على موقع التصنيف العالمي الرسمي للغولف (الإنجليزية)